# آرمور هيرو
آرمور هيرو أو درع البطل (بالصينية المبسطة: 铠甲勇士؛ بالإنجليزية: Armor Hero) مسلسل من إنتاج الصين موجه للشباب بصفة خاصة. يعرض على قناة سبيس باور وهو متكون من 52 حلقة.
وتضم بين سطورها ابطال وجب عليهم مهمة الدفاع عن وطنهم.